# Château de La Grange
Pour les articles homonymes, voir Château de la Grange (homonymie).
Le château de La Grange construit en 1731 est situé au lieu-dit la Grange dans la commune de Manom en Moselle, en région Grand Est.
Il fait l’objet d’un classement au titre des monuments historiques depuis février 1984. Le château et le parc constituent également un site classé.
Situés à mi-chemin entre Metz et Luxembourg Ville, le château et son Jardin des Prairiales sont ouverts aux visites.

## Historique

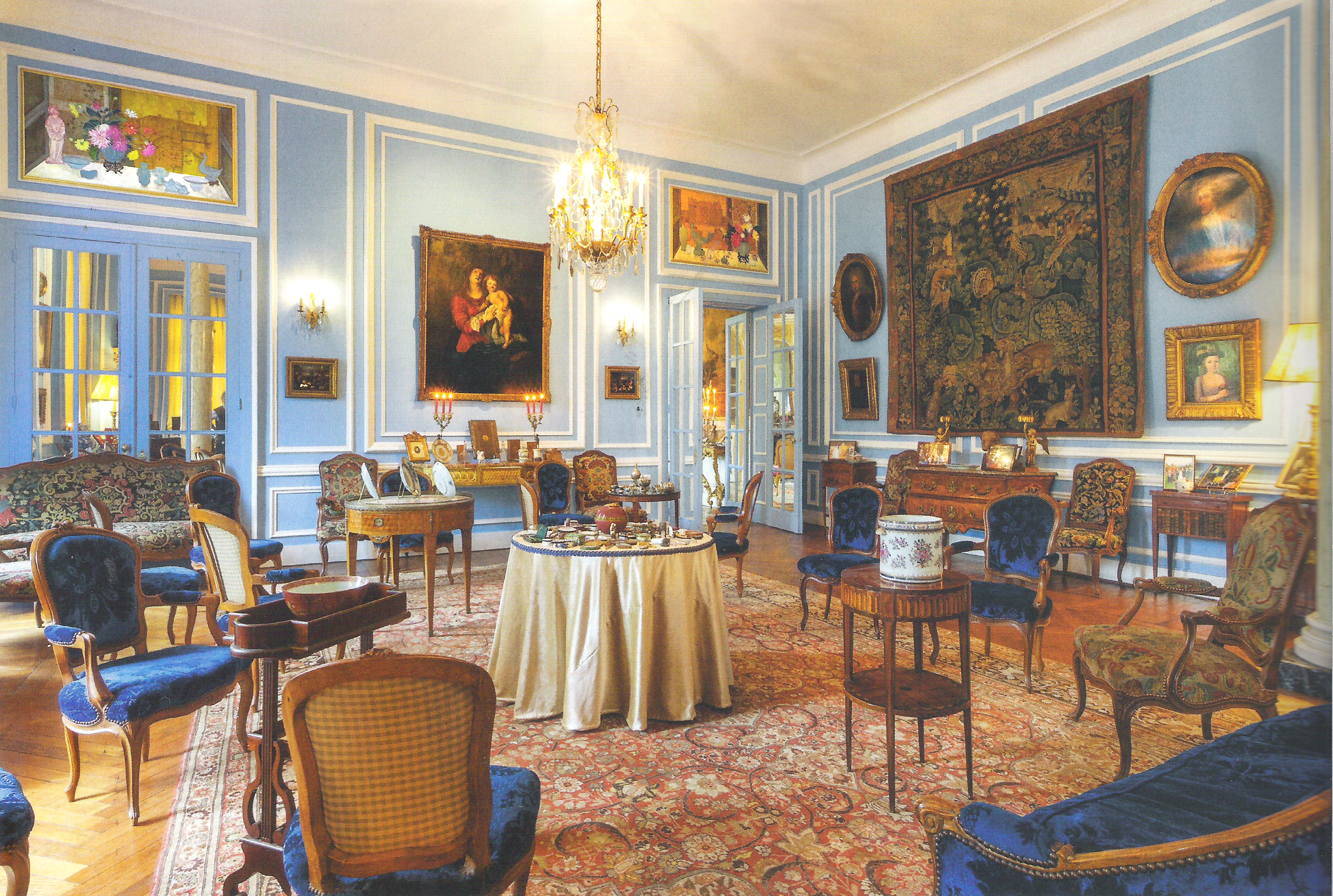
Le salon bleu, résidence du comte et de la comtesse de Selancy.

Un château est mentionné dès 1106. Il a appartenu successivement à la famille La Grange, puis est passé à la fin du XIVe siècle à la famille Solouvres. De 1445 au début du XVIe siècle, il appartient à la famille Chinery puis à la famille Brandebourg jusqu'en 1657, à la famille Argenteau jusqu'en 1701 date à laquelle il est acquis par Brice Gomé des Hazards.
Le château, qui a été ruiné par la Guerre de Trente Ans, est alors reconstruit par son fils Christophe Gomé des Hazards à partir de 1731 sur des plans de l'architecte Robert de Cotte et vendu à Fouquet en 1752, pour revenir à la famille de Bertier en 1803. Malgré l'annexion de l'Alsace-Lorraine en 1871, le château reste en possession de la famille jusqu'en 1912, date à laquelle Jean de Bertier de Sauvigny est contraint de le vendre à une entreprise allemande. Il le rachète dès la réintégration de l'Alsace Lorraine à la France en 1919 pour s'y établir et devenir maire de Manon et conseiller général de la Moselle.
Durant les deux guerres mondiales, il est occupé et très endommagé. Il est restauré depuis 1950.
Le château de la Grange a vu les séjours de Casanova, du duc et de la duchesse de Windsor, du colonel de Gaulle.

## Toponymie
Anciens noms : Scura (1106); Scheuren (1340); La Grange-ès-Luxembourk (1350); Fortalitium de Grangiâ (1453); Tzur Schuir (XVIIe siècle).

## Architecture
Du château médiéval il ne reste que les douves et une partie des caves en partie reconstruites XVIIe siècle. L'entrée se fait en traversant les douves sur leurs trois ponts, le pont-levis et les trois portes charretières et piétonnes pour atteindre la basse-cour pavées(tous éléments classés monument historique).
Les bâtiments sont avec étage et étage de combles avec des décors de sculptures, ornements, fleurs, têtes d'hommes et de femmes et armoiries : les armes des Fouquet, des Bertier de Sauvigny et des Selancy sont présentes.
Des travaux effectués au XIXe siècle consistent en la construction de dépendances, de la maison neuve datée 1856 sur le linteau de la porte piétonne et des maisons dites d'Alger et du gardien..
Le pigeonnier a été inscrit monument historique le 28 février 1984 et les autres dépendances, à l'exclusion des communs du XIXe siècle ont été classées (les douves, leurs trois ponts, le pont-levis, la ferme, la cour du colombier et les trois habitation qui l'entourent, l'étable, l'ancienne écurie).
Le château comporte un ensemble remarquable de mobiliers du XVIIIe siècle, d'objets d'art, de céramiques et de tableaux. Sont classés monument historique l'escalier de service et l'escalier principal, la salle à manger, le grand hall et leurs poêles en faïence, le salon rouge, la chambre Empire et la salle de bains Empire, le salon bleu, la bibliothèque lambrissée installée dans l'ancienne chapelle (et son escalier, sa tribune et sa cheminée), la cuisine, sa cheminée et son four à pain, la grande chambre et la chambre dorée.
La même famille y demeure depuis plus de 250 ans.
Sont aussi remarquables un monument sépulcral et une croix monumentale.

## Parc et jardins
Des éléments architecturaux sont classés monument historique : les terrasses et leur balustrade, les escaliers, les deux lions et les deux chimères de pierre.
Le jardin classique a disparu et c'est le paysagiste Franck Neau qui a créé le jardin actuel. Il est connu pour ses fleurs de tous pays : des prairiales, qui donnent ainsi leur nom au jardin (Jardin des Prairiales). La vaste pelouse centrale est encadrée par deux larges bandes de prairies semées de fleurs. Ce jardin possède une vaste collection de buis dans le sous-bois qui prolonge les prairiales.
L'autre côté est plantées de buis et fleuri de lys et d'hémérocalles.
Le jardin des Prairiales est membre du réseau « Jardins sans Limites »